# Sun Hung Kai Centre
Le Sun Hung Kai Centre est un gratte-ciel construit en 1980 à Hong Kong. Le bâtiment mesurait à l'origine 193 mètres pour 51 étages, mais 5 étages lui furent ajoutés à son sommet en 1991, portant sa hauteur à 214 mètres.
L'immeuble est le quartier général de Sun Hung Kai Properties.